# Сиена
Сие́на или Сье́на (итал. Siena [ˈsjɛːna]) — город в итальянском регионе Тоскана, административный центр одноимённой провинции, один из крупнейших туристических центров Италии.
В Средние века — столица Сиенской республики, средоточие художественной жизни эпохи треченто. Хорошо сохранившийся средневековый центр Сиены находится под охраной ЮНЕСКО как памятник Всемирного наследия.
Покровителем города почитается святой Ансан, празднование 1 декабря.

## История

### Древнейший период
По археологическим данным, поселение на месте города существовало в этрусскую эпоху. Название может происходить от этрусского фамильного имени Сайна (Saina), либо от названия галльского племени сенонов (Senones), завоевавшего часть Этрурии в V веке до н. э. Римский город Сена-Юлия (Saena Julia) был основан на этом месте, вероятно, при императоре Августе. Первые письменные источники о городе относятся к 70 году н. э.
Согласно римскому преданию, Сиена была основана Сением и Аскием, сыновьями Рема и, соответственно, племянниками Ромула. Близнецы укрылись на тосканском холме, где позднее и был построен город, получивший по имени Сения название Сиена. Эта легенда нашла отражение в гербе города — младенцы Ромул и Рем, сосущие волчицу. Не исключено также происхождение названия от римского фамильного имени Сениев (Saenii) или от seneo — «быть старым».
После принятия христианства в IV веке, которое связывают с именем первого покровителя города святого Ансана, Сиена стала центром епископства.

### Сиена в Средние века
В V—VIII веках Сиена была под властью остготов и лангобардов. С 770-х годов город в составе империи Карла Великого управляется графами, а с 846 года входит в Тосканскую марку.
После распада Тосканской марки в начале XII века город управлялся епископом, но в 1147 году епископ был изгнан, и была учреждена Сиенская республика. Сиена присоединилась к партии гибеллинов, сторонников императора. Это предопределило её противостояние главному сопернику — Флоренции, придерживавшейся гвельфской (пропапской) ориентации. Крупной победой Сиены стала битва при Монтаперти (4 сентября 1260), в которой флорентийцы потерпели жестокое поражение. Однако в дальнейшем удача была на стороне Флоренции.
После поражения от Флоренции и гвельфов в битве при Колле-ди-Валь-д’Эльса в 1269 году и под давлением Святого престола, разорвавшего связи с сиенскими купцами и банкирами, к власти в Сиене пришла партия гвельфов. Это обеспечило длительное перемирие с Флоренцией. Тогда начался длительный период роста благосостояния города, а также активного строительства, когда были возведены такие выдающиеся памятники как Сиенский собор, палаццо Пубблико, ансамбль площади Кампо. В 1240 году распахнул свои двери Сиенский университет. Вместе с тем не прекращались конфликты различных групп нобилей, купечества и простонародья.
В 1348 году Сиену опустошила «чёрная смерть» (чума), после которой наступил период экономического застоя и активизации религиозных движений. Он дал католическому миру двух знаменитых святых — Екатерину и Бернардина Сиенских. Политическая жизнь в городе определялась в этот период острой борьбой, с одной стороны, между гвельфами и гибеллинами, а с другой — между местными нобилями и пополанами, свергнувшими в 1355 году тиранию Девяти, а затем сформировавшими сначала коалиционное правительство Двенадцати (1355—1368), а затем правительство Пятнадцати, или Реформаторов (1369—1385), что описал подробно в своей хронике местный торговец тканями Донато ди Нери. В эпоху кватроченто (XV век) Сиена окончательно уступила культурное и коммерческое первенство среди городов Тосканы своему извечному сопернику — Флоренции. В годы итальянских войн, когда просторы Италии разоряли чужеземные армии, Сиеной тиранически правил Пандольфо Петруччи. Его семья сохраняла власть в своих руках до 1524 года.
В 1554 году Сиена была осаждена испанскими войсками. Более года город героически сопротивлялся захватчикам; осаждёнными командовал двоюродный брат французской королевы Екатерины Медичи маршал Пьеро Строцци. В апреле 1555 года испанские солдаты вошли в город, Сиенская республика была повержена.

### Сиена в новое время
После капитуляции Сиены испанский король и германский император Карл V прислал в город своего губернатора, но оставил его административным центром большой области и сохранил традиционные органы управления. Сменивший Карла на испанском троне Филипп II передал Сиену своему союзнику — Козимо I Медичи. С этого времени Сиена — часть герцогства Тоскана (с 1569 — Великого герцогства). Медичи делали назначения на ключевые должности в городской администрации и присылали в город губернаторов, которые большей частью были представителями того же семейства. Первое время Великое герцогство состояло из Старого государства с центром во Флоренции и Нового государства с центром в Сиене. Оба были под властью герцога, но жили по своим законам и подчинялись своим институтам.
В 1656 году начали регулярно проводить скачки Палио на площади Кампо.
В 1560-х годах по указанию герцога была построена крепость Санта-Барбара — форпост новой власти на сиенской земле, теперь чаще называемая «Крепость Медичи».
В конце XVII века стал активно развиваться туризм: Сиена вошла в число главных городов, включённых в Гран-тур, то есть в маршрут путешествия по Италии, которое европейские дворяне совершали в познавательных целях.
В целом для всей эпохи Медичи характерно замедление развития и постепенное сокращение населения города, которое также было обусловлено неблагоприятными природными явлениями, такими как сильное землетрясение 1624 года. Население уменьшилось с 19 400 человек в 1552 году до 16 338 в 1738 году. Производство и ремёсла стагнировали, однако банковская деятельность быстро прогрессировала. В 1624 году на основе существовавших ранее финансовых учреждений был основан крупнейший банк Италии — Монте дей Паски, который существует до сих пор.
В 1737 году Лотарингская династия заняла тосканский престол вместо пресекшегося рода Медичи. Великий герцог Пьетро Леопольдо, ставший позднее германским императором, провёл обширные реформы как в экономической, так и в административной области, модернизировав средневековые институты Сиены, сохранявшиеся в конституции Медичи. Герцог сосредоточил политическую власть в своих руках, дав широкую автономию местным общинам.
Весной 1799 года Сиена была занята наполеоновскими войсками. Разграбление государственной и церковной казны оккупантами, введение новых военных налогов вызвало острую реакцию населения Тосканы, вылившуюся в антиякобинское восстание «Viva Maria» с центром в Ареццо. Прибытие отряда восставших в Сиену привело к погрому в еврейском гетто города. Французские войска вернулись в Сиену 19 октября 1800 года.
После падения Наполеона в 1814 году Сиена вновь в составе Великого герцогства под властью Лотарингского дома.
Не испытав крупных потрясений в ходе революций 1848 и 1859—1860 годов, Сиена вместе со всею Тосканой вошла в состав объединённой Италии .
В 1849 году в Сиене появилась железная дорога. Новый вокзал, построенный уже в 1935 году по проекту Анджоло Маццони стал заметным явлением футуристической архитектуры. В 1914 на смену древним гидротехническим сооружениям пришёл современный водопровод.
Во время Второй мировой войны исторический центр Сиены практически не пострадал. Однако в результате бомбардировок союзников в начале 1944 года железнодорожный вокзал был полностью разрушен. Большие повреждения получила базилика Оссерванца, расположенная на окраине города. Союзные войска вошли в Сиену в середине июня того же года.

## Современный город
Сиена — университетский город. Почти половину населения города (порядка 20 тысяч человек) составляют студенты.
Несмотря на своё расположение в стороне от крупных транспортных путей, Сиена своими памятниками истории и культуры, а также знаменитым Палио ежегодно привлекает тысячи туристов (в 2008 году город посетили 163 000 туристов из-за рубежа).
В окрестностях Сиены, в области Кьянти, производится самое знаменитое вино Италии, которое так и называется — кьянти.

## Культура
В новейшее время основное строительство велось в Сиене за пределами средневековых стен города. Благодаря этому в Сиене лучше, чем в других крупных центрах Тосканы, сохранился средневековый город с узкими вьющимися улочками, застроенными старинными палаццо. Средоточием жизни Сиенской республики служила обширная Пьяцца дель Кампо — площадь в форме раковины. Дважды в год на площади разыгрывается красочное средневековое представление — Палио.
На площадь выходит выстроенная в 1297—1310 годах ратуша Палаццо Публико с фресками Амброджо Лоренцетти и «Маэстой» Симоне Мартини. К ратуше примыкает символ могущества и независимости средневековой Сиены — грациозная 102-метровая башня Торре дель Манджа, возведённая в 1338—1348 годы. С противоположной стороны площади можно видеть Фонтан Радости, который спроектировал в 1419 году Якопо делла Кверча.
Сиенский собор (дуомо) — общепризнанный эталон итальянской готики; в крипте — баптистерий со скульптурными работами Якопо делла Кверча, Донателло и Лоренцо Гиберти. В кафедральном Соборе находится основанная в 1495 году будущим папой Пием III Библиотека Пикколомини с фресками Пинтуриккьо. «Маэста» Дуччо перенесена в действующий при соборе музей.
Произведения сиенских художников (т. н. сиенская школа) собраны в музее собора и в Сиенской пинакотеке.
|                                              |  |                |  |                                      |
| Панорама старой Сьены от церкви св. Климента |  | Сиенский Дуомо |  | Пьяцца дель Кампо в ночном освещении |

### Палио

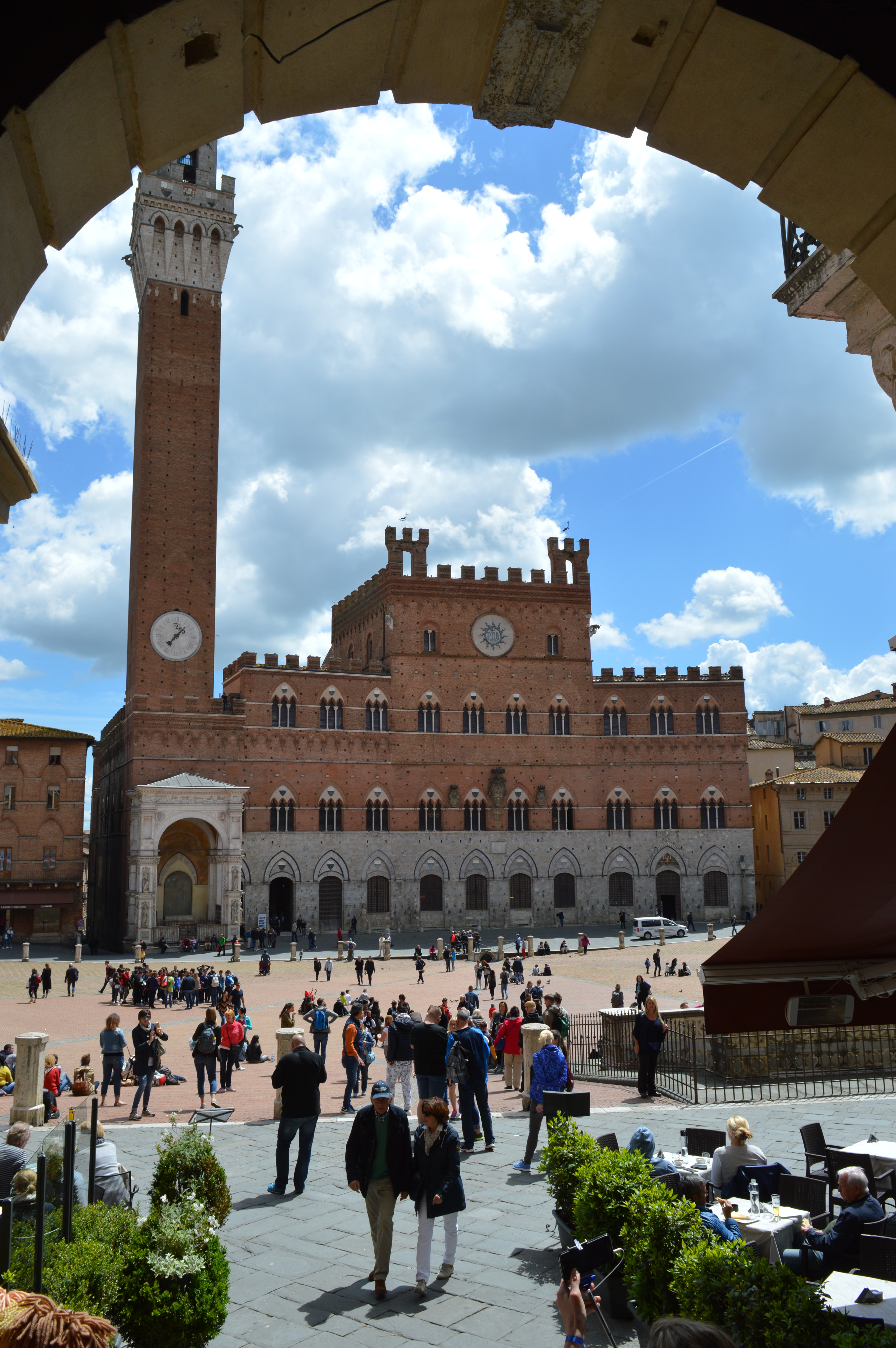
Пьяцца-дель-Кампо, Палаццо Публико и Торре-дель-Манджа

2 июля и 16 августа в Сиене проводится всемирно известный праздник Палио — состязание между сиенскими контрадами, которых насчитывается 17. Состязание заключается в лошадиных бегах на главной площади города — Пьяцца дель Кампо. Из 17 контрад в состязании 2 июля участвуют 10, а 16 августа — остальные 7; на следующий год участники меняются местами (эти 7 выступают 2 июля и к ним по жеребьёвке добавляются ещё три участника из десятки прошлого года). Флаги и гербы контрад вывешиваются на здании Палаццо Публико на площади. Заканчиваются гонки шествиями по городу, которые длятся всю ночь. Праздник привлекает тысячи туристов дважды в год. Традиция проведения праздника длится ещё со Средних веков.

### Спорт
В городе существует одноимённый футбольный клуб — «Сиена».

## Искусство
На протяжении многих столетий Сиена обладает богатыми традициями в изобразительном искусстве. Список наиболее известных художников Сиенской школы включает Дуччо, Симоне Мартини, Амброджо Лоренцетти, Пьетро Лоренцетти, Мартино ди Бартоломео, Франческо ди Джорджо.
Многие из произведений эпохи Возрождения можно увидеть непосредственно в сиенских храмах и палаццо, а также в богатых коллекциях художественных музеев города, таких как Сиенская пинакотека.

## Известные уроженцы и жители
- Донато ди Нери (1300—1372) — средневековый хронист, местный городской летописец.
- Екатерина Сиенская (1347—1380) — итальянская религиозная деятельница и писательница позднего Средневековья, занимавшаяся активной политической и миротворческой деятельностью.
- Якопо делла Кверча (1371—1438) — итальянский скульптор переходной эпохи от средневековых традиций к стилю Возрождения.
- Алессандро Пикколомини (1508—1578) — итальянский писатель, гуманист, философ и астроном, принадлежавший к знатному сиенскому роду Пикколомини.
- Сенезино (1686—1758) — оперный певец-кастрат.
- Джусто Фернандо Тендуччи (1736—1790) — композитор и певец-кастрат.
- Луиджи Муссини (1813—1888) — художник и шахматист, директор Института изобразительных искусств в Сиене в течение 37 лет.
- Бастианини, Этторе (1922—1967) — оперный певец, баритон.
- Алессандро Сафина (род. 1963) — итальянский оперный и эстрадный певец
- Сапори, Армандо(1892—1976) — историк экономики, политический деятель.
- Джанна Наннини (1956) — знаменитая итальянская эстрадная певица, автор-исполнитель и композитор, популярная во всей Европе, старшая сестра гонщика Формулы-1 — Алессандро Наннини.
- Гальганьо Чиприани (1775—1857) — итальянский гравёр.

## Города-побратимы
- Авиньон (Франция)
- Веймар (Германия, с 1994 года)
- Вецлар (Германия)
- Дура (Палестина)